# Homoneura nigroapicata
Homoneura nigroapicata är en tvåvingeart som beskrevs av Malloch 1929. Homoneura nigroapicata ingår i släktet Homoneura och familjen lövflugor. Inga underarter finns listade i Catalogue of Life.